# Fritz Wilhelm Hörauf
Fritz Wilhelm Hörauf (* 10. Mai 1908 in Nürnberg; † 24. April 1991 in Pfarrkirchen) war ein deutscher Politiker (SPD).

## Leben und Beruf
Hörauf, der evangelischen Glaubens war, besuchte zunächst acht Jahre die Simultanschule, die er mit dem Volksschulabschluss beendete. Nach einer Werkzeugmacherlehre, während der er in der Metallarbeiterjugend aktiv war, bestand er 1926 die Gesellenprüfung. Anschließend bildete er sich an einer Fachschule fort und wurde dann Werkmeister bei den Viktoriawerken in Nürnberg.
1947 wurde Hörauf Geschäftsführer und 1948 Mitinhaber der Herdfabrik Otto Knott in Eggenfelden.

## Politik
Hörauf war zunächst seit 1922 Mitglied der Sozialistischen Arbeiterjugend und ab 1926 auch der SPD. Nach dem Zweiten Weltkrieg wurde er SPD-Ortsvorsitzender in Eggenfelden.
Nach dem Zweiten Weltkrieg war Hörauf 1946 kommissarisch Landrat des Landkreises Eggenfelden. Seit 1952 war er stellvertretender Landrat dort. Von 1953 bis 1969 gehörte er dem Deutschen Bundestag an. Er wurde stets über die Landesliste Bayern gewählt.

## Ehrungen
Am 14. Mai 1965 wurde Hörauf der Bayerische Verdienstorden verliehen. 
Im Januar 1977 wurde er zum Ehrenbürger der Stadt Eggenfelden ernannt.